# Бестер, Альфред
А́льфред Бе́стер (англ. Alfred Bester; 18 декабря 1913 года, Нью-Йорк, США — 30 сентября 1987 года, Дойлстаун, Пенсильвания, США) — американский журналист, редактор и писатель-фантаст. Один из классиков американской научной фантастики. Писал в том числе под псевдонимами Сонни Пауэлл (Sonny Powell), Александр Блейд (Alexander Blade) и Джон Леннокс (John Lennox).

## Биография
Альфред Бестер родился 18 декабря 1913 года на Манхэттене в Нью-Йорке в семье продавца обуви. Отец Бестера, Джеймс Джекоб Бестер, был мигрантом в первом поколении, его родители были евреями-переселенцами из Австрии. Мать Бестера, Изабель (Белла), родилась в России, и её первым языком был идиш. Детство Бестера прошло в либеральной атмосфере. Мать в конечном счёте перешла в католичество, а сам Альфред считал себя внеконфессиональным.
В подростковом возрасте Бестер запоем читал фантастику. Учился в школе Джорджа Вашингтона (George Washington High School), затем в университете Пенсильвании (Филадельфия) на специальности «изящные искусства». В 1934 году, на последних курсах, вступил в одно из самых престижных литературных обществ в США — Филоматеанское общество, стал пробовать себя в литературе. После окончания университета Пенсильвании поступил в аспирантуру Колумбийского университета на юридический факультет, а ещё через два года — в Нью-Йоркский университет, где изучал протозоологию.
В то же время Бестер познакомился с Ролли Гулько, будущей радиоактрисой. В сентябре 1936 года женился на ней и вскоре после этого внезапно прекратил учёбу, бросив оба университета, чтобы полностью переключиться на литературу.
В середине 1970-х годов Бестер развёлся с женой. Детей у них не было. У знакомых о Бестере складывалось впечатление как о собеседнике милом и приятном, «компанейском» человеке. Отмечали его способность удерживать внимание любых слушателей — от одного до тысячи человек. По словам Роберта Шекли, «он был прекрасным писателем и отменным джентльменом, а всё вместе составляло великолепного представителя человеческого рода».

## Литературная деятельность
Ещё будучи студентом, предложил свой первый фантастический рассказ в журнал Thrilling Wonder Stories. Редактор журнала Морт Вайсингер помог ему доработать рассказ, а затем посоветовал предложить его на конкурс, который как раз в это время проводил журнал. Рассказ выиграл в конкурсе и был опубликован под названием «Неверная аксиома» («The Broken Axiom», опубликован в апрельском номере Thrilling Wonder Stories за 1939 год).
За последующие три года Бестер написал ещё 13 фантастических рассказов, наиболее важными из которых считаются «Адам без Евы» («Adam and No Eve», 1941), «Снежный ком» («The Push of a Finger», 1942) и «Ад — это навсегда» («Hell is Forever», 1942), после чего вслед за Вайсингером ушёл в издательство DC Comics, где в течение четырёх лет работал штатным сценаристом журнальных комиксов «Супермен», «Бэтмен», «Зелёный Фонарь», «Капитан Марвел» и других; затем он также создавал сценарии для циклов радиопостановок о Чарли Чане и Тени. С начала 1950-х он писал сценарии для телевизионного сериала «Том Корбетт, космический курсант».
Затем эта работа начала, по собственному признанию Бестера, надоедать ему из-за налагаемых редакторами творческих ограничений: замены оригинальных авторских идей на стандартные и расхожие сюжеты. В 1950 году Бестер снова начал публиковать фантастические рассказы — на этот раз уже вооружённый богатым опытом построения сюжетов и диалогов. На протяжении десятилетия он создал 15 рассказов и два романа, которые стали безусловной классикой мировой фантастики (хотя вышедший из печати в этот же период реалистический роман «Крысиные гонки» («The Rat Race», другое название «Who He?») никакого успеха не имел). Два романа, ставших самыми известными романами Бестера, он опубликовал в журнале Galaxy, редактируемом Горацием Голдом, а рассказы обычно печатались в журнале The Magazine of Fantasy and Science Fiction.

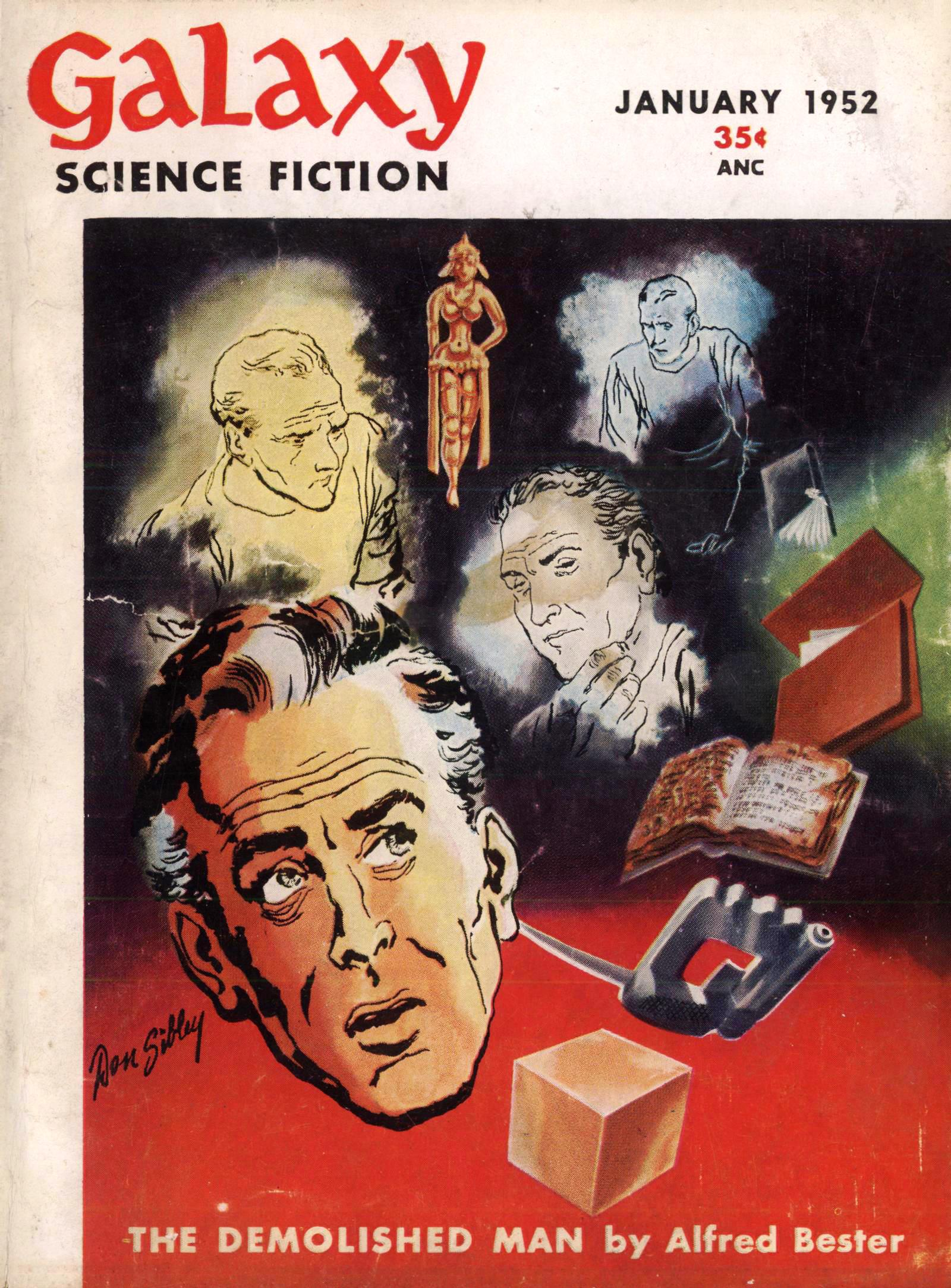
Обложка номера журнала Galaxy, в котором был опубликован роман «Человек без лица»

Роман «Человек без лица» («The Demolished Man», 1953) стал первым лауреатом только что основанной премии «Хьюго». Действие его разворачивается в мире будущего, где существуют профессиональные сообщества телепатов. Промышленник Бен Рич планирует убийство, которое не смогут раскрыть следователи-телепаты (в книге названые эсперами). Совершив это преступление и попав под следствие, он в итоге осознаёт цену преступления и наказания — это цена разрушения его собственной личности-вселенной.
Роман «Тигр! Тигр!» («Tiger! Tiger!»; другое название «The Stars My Destination» — «Звёзды — моя цель», 1956) — история дегенерата Гулли Фойла, который в стремлении отомстить негодяям, бросившим его на погибель в потерпевшем крушение космическом корабле, поднимается «из грязи в князи» и даже приобретает невероятные способности. Действие этого романа разворачивается в будущем, где обыденной повседневностью стало перемещение людей посредством джантации (то есть телепортации). Действие также разворачивается вокруг некоего вещества ПирЕ, обладающего огромной взрывной энергией, которая высвобождается силой мысли. Мир в книге находится в состоянии войны между Внешними спутниками и коалицией Земля-Марс-Венера.
Критик Вл. Гаков отмечал, что, как и рассказы Бестера, «романы заметно выделяются на американском научно-фантастическом фоне не сюжетными находками, хотя и таковых немало, и не оригинальными футурологическими идеями. Бестер есть Бестер, и его сила — в ином. В филигранном стиле, в богатом орнаменте языка, во фрейдистских страстях и психологизме; наконец, в язвительной иронии, с которой он наблюдает как бы со стороны за самим собой, громоздящим один сюжетный поворот — правильнее было бы назвать его вывертом — на другой».
Оба романа и многие важные рассказы этого периода — в том числе «Убийственный Фаренгейт» («Fondly Fahrenheit», 1954), «Человек, который убил Магомета» («The Men who Murdered Mohammed», 1958) и другие — написаны в непривычном для того времени «джазовом» сюжетном ритме и в фирменном «бестеровском» ироническом и искромётном стиле и оказали существенное влияние на развитие фантастики как направления — в том числе на формирование «новой волны» 1960-х годов. Влияние прозы Бестера на их творчество признавали ключевые авторы киберпанка (Уильям Гибсон, Брюс Стерлинг) и посткиберпанка (Нил Стивенсон).
Практически все написанные за предшествующие периоды творчества (1939—1942 и 1950—1958) рассказы Бестера вошли в авторские сборники «Звёздный взрыв» (1958) и «Тёмная сторона Земли» (1964). Впоследствии эти сборники, дополненные новыми рассказами, были вновь опубликованы в 1976 году под заголовками «Лёгкая фантастика» и «Звёздочка светлая, звёздочка ранняя».
В конце 1950-х годов Бестер получил предложение стать штатным публицистом журнала Holiday, в котором он с 1964 по 1974 год занимал должность старшего редактора литературного раздела и снова отошёл от активного литературного творчества вплоть до закрытия журнала в начале 1970-х. В это время Бестер писал фантастические произведения редко, но принял участие в НФ симпозиуме в Чикагском университете, его доклад был опубликован в антологии «The Science Fiction Novel: Imagination and Social Criticism» (1959). Помимо переиздания ранее выходивших произведений, в этот период у Бестера выходит только публицистическая книга «Жизнь и смерть спутника» (The Life and Death of a Satellite, 1966).
После закрытия «Holiday» рассказы и романы Бестера (который уже приобрёл устойчивую репутацию классика фантастики) снова появляются в печати. Наиболее важными произведениями этого периода становятся романы «Дьявольский интерфейс» («The Computer Connection», журнальный вариант «The Indian Giver», в Великобритании издавался под названием «Extro»; 1974), «Голем100» («Golem100», 1980) и «Обманщики» («The Deceivers», 1981). Первый из этих романов, как отмечает Вл. Гаков, «оставляет впечатление модернистского произведения с разнузданным стилем, изобилующего молодёжным и обывательским жаргоном, напичканного разнообразными фактами и придуманными примерами из жизни». В двух других романах отсутствует стройный последовательный сюжет, присутствует множество нецензурных выражений, сцен насилия и половых извращений; сюжет местами распадается на отдельные, не связанные друг с другом фрагменты, в текст порой вставлены то рисунки, то ноты для пения заклинаний. Последний роман прошёл совершенно незамеченным, что, возможно, и привело к тому, что Бестер прекратил систематически публиковаться до конца жизни.
В последние годы жизни Альфред Бестер болел, у него сильно упало зрение, что препятствовало литературной деятельности. Бестер и его жена переселились в свой сельский дом в Оттсвилле (штат Пенсильвания). 12 января 1984 года Ролли, на которой Альфред Бестер был женат почти полстолетия, скончалась. Незадолго до смерти самого Бестера Американская ассоциация писателей-фантастов удостоила его почётного титула «Великий мастер». Однако получить награду он не успел: 30 сентября 1987 года Альфред Бестер скончался в доме для престарелых в Дойлстауне в штате Пенсильвания.
После его смерти были изданы написанный в конце 1950-х реалистический роман «Нежное насилие страсти» («Tender Loving Rage», 1991) и законченный Роджером Желязны по черновикам Бестера постмодернистско-фантастический роман «Психолавка» («Psychoshop», 1998).

## Прочие факты
- В 1995 году издательством «Полярис» (Рига) было выпущено четырёхтомное собрание сочинений «Миры Альфреда Бестера», которое является наиболее полным русскоязычным изданием фантастических произведений писателя.
- Имя Альфреда Бестера носит один из персонажей фантастического телесериала «Вавилон-5».
- Имя «Бестер» носит один из второстепенных персонажей фантастического сериала «Светлячок».

## Премии и награды
- 1953 — премия «Хьюго» в категории «Роман» за роман «Человек без лица» (1952).
- 1987 — премия «Небьюла». Присуждён титул «Грандмастер».
- 1988 — премия «Прометей» в категории «Зал славы» за роман «Тигр! Тигр!» (1956).
- 2001 — введён в «Зал славы научной фантастики».